# Museo del Automovilismo Juan Manuel Fangio
El Museo del Automovilismo Juan Manuel Fangio es un museo dedicado al piloto homónimo de automovilismo de competición. Está ubicado en el centro de la ciudad de Balcarce, Provincia de Buenos Aires, Argentina, a pocas cuadras de la casa donde, el 24 de junio de 1911, nació el que fuera quíntuple campeón de Fórmula 1, Juan Manuel Fangio.

## La institución
En este museo se puede ver una gran exposición, que cuenta con más de 50 automóviles y todos los trofeos del campeón mundial de Fórmula 1. Desde la reconstrucción del Ford A (1929) con el que debutó Fangio; el original de la Negrita que impulsó su destino a Europa; la Chevrolet 39, en la que corriera la Buenos Aires-Caracas; además de automóviles pertenecientes a amigos corredores del mismo, tales como los de Oscar y Juan Gálvez, el Ford V8 de Finochietti, el de Eduardo Casa, el Baufer de los hermanos Emiliozzi.
Cuenta con una planta baja y 8 bandejas unidas por una rampa helicoidal en las cuales se puede apreciar diferentes autos utilizados por el "chueco" Fangio como así también trofeos, fotos y demás objetos de interés general para el público. Una de las bandejas más visitadas es la Nro 4 se trata la Epopeya Sudamericana del Turismo Carretera que recuerda el Gran Premio de América del Sur (Buenos Aires-Caracas).
Se exhibe el auto Chevrolet 1939 cupé - Nro 1 color rojo - original de Juan Manuel Fangio, del vuelco en Huanchaco, al norte de Lima - Perú, que costara la vida a su acompañante Daniel Urrutia.
Cuenta con audioguías en distintos idiomas para que pueda ser recorrido en su totalidad, explicando los puntos más importantes de la muestra.
En 1986 se crea, de la mano de Juan Manuel Bordeu y Juan Manuel Fangio, la Fundación Museo del Automovilismo Juan Manuel Fangio, con el objetivo de dar difusión a las actividades que se llevan a cabo en el Centro Tecnológico Cultural y Museo del Automovilismo Juan Manuel Fangio. Esta organización no solo está dedicada a la gestión y mantenimiento del Museo sino que organiza eventos deportivos y actos culturales en la ciudad en la que se encuentra instalada.

## Historia
El 26 de octubre de 1979 inicia su tarea la Comisión Pro-Museo del automovilismo dependiendo de la Municipalidad de Balcarce. Mediante la cesión de un inmueble de 1906 por parte del gobierno Municipal de Balcarce, antigua sede del Concejo Deliberante y la Municipalidad del distrito, y ayudados por empresarios locales y el propio Fangio empezaron a recaudar fondos para reacondicionar el abandonado lugar, ubicado en la esquina sur de la plaza central de la localidad.
La primera partida de dinero provino de la Gobernación de la provincia de Buenos Aires permitiendo así el llamado a licitación y principio de la obra.
Concluida la obra se disuelve la Comisión ProMuseo y con el apoyo de los señores Fangio y Juan Manuel Bordeu se crea la Fundación Juan Manuel Fangio que administra actualmente el Museo. El Museo del Automovilismo Juan Manuel Fangio y el Centro Tecnológico-Cultural fueron inaugurados oficialmente el 22 de noviembre de 1986.

## Patrimonio del museo
El Museo posee una muestra del patrimonio histórico del automovilismo argentino, se puede citar como ejemplo el Ford A de 1929 con el que Fangio inició su carrera.
También se exhiben coches de otros pilotos argentinos como los hermanos Gálvez, los Emiliozzi, y Juan Manuel Bordeu, Carlos Reutemann, Carlos Pairetti, José Froilán González.

## Distribución del museo
La muestra se distribuye en varias plantas para comodidad de los visitantes, dividido en varias temáticas:

### Planta baja
En la planta baja del edificio se encuentran las copas de los campeonatos del mundo entregadas por la FIA junto a una copa entregada por la AAV que tiene su peso y altura.
Esta también el camino de la gloria en el que se encuentran los 72 triunfos obtenidos en toda su carrera automovilística de 200 competencias corridas, 51 de ellas fueron Grand Prix de F1 en donde ganase 24 junto con el casco de Lewis Hamilton que donase al Museo el día que obtiene su 5.º título de F1 igualando la línea de campeonatos de Juan Manuel Fangio. Complementan el hall central distintos autos que pueden ir rotando de acuerdo a la temática.
Pueden ser el Chevrolet TC La Coloradita de Juan Manuel Bordeu, el Honda Civic STC2000 que tiene el récord argentino de velocidad en el circuito de Rafaela, junto con otros autos que forman parte del primer testimonio que donara Juan Manuel Fangio, ellos son Plymouth 28, un MG TC 1938, un Chevrolet 1928, un Chevrolet 1940, un Vespa 400. En el Sector Mercedes-Benz se observan un Mercedes-Benz 300 SL Roadster 1957 particular de Fangio, obsequio de Mercedes Benz en la previa al Salón del Automóvil en Londres, también perteneciente a la primera donación de Juan Manuel Fangio, un Mercedes-Benz 300S 1953 y el Mercedes Benz 220SE que corrieran Ewy Rosqvist y Úrsula Wirth en el Gran Premio Argentino en 1962.
También se encuentra La Garrafa, un auto de TC basado construido sobre la base de un Bergatín, de los Hermanos Bellavigna junto con parte de su patrimonio deportivo que donara al Museo en 2018.
Un sector frente a la confitería alberga el patrimonio deportivo de José Froilan González, amigo entrañable y compañero de pistas de Juan Manuel Fangio, primer ganador con la Scuderia Ferrari de un GP en Silverstone de 1951.

### Bandeja 1
Bandeja dedicada al Turismo Carretera argentino y tiene el lema "Hombres y máquinas, la pasión del TC", se pueden observar:
- El Ford V8 de 1938 usado en el Gran Premio Argentino de Carreteras que debía cubrir 7343 kilómetros cruzando 14 provincias y dos gobernaciones.
- El Ford V8 de 1939 de Juan Gálvez
- El Ford V8 de 1940 utilizado por Oscar Alfredo Gálvez
- El Baufer-Ford F-100 de los hermanos Emiliozzi
- El Ford V8 de Eduardo Casá, apodado "El Tractor"

### Bandeja 2
Denominada "El viejo taller" por su ambientación que simula un antiguo taller mecánico en donde se exhiben:
- Un Ford V8 modelo 1934, motor modelo 1937 con el que Fangio compitiese como piloto por primera vez con su nombre.
- Un Ford A de 1930 utilizado en una carrera en González Chaves, en la provincia de Buenos Aires, donde compitió bajo el seudónimo "Rivadavia", en honor al Club de fútbol donde jugaba.
- Un Ford A de 1929 perteneciente a Bianculli que lo utilizaba como taxi, quien se lo prestó para competir en una competencia de Benito Juárez, siendo el debut de Juan Manuel Fangio como piloto, utilizando el seudónimo Rivadavia.

### Bandeja 3
Dividida en dos sectores, denominados "Coraje, constancia y genio conductivo" y "Etapa sport de Juan Manuel Fangio"

#### Sector "Coraje, constancia y genio conductivo"
- Un Buick 8 en línea del año 1936, utilizado en el circuito La Chata de Balcarce, única vez que compite en su pueblo
- El Chevrolet Master cupé del año 1939 color negro, primer TC comprado por Juan Manuel Fangio mediante una colecta para obtener los fondos.
- El Chevrolet Master cupé del año 1940 color verde, con el cual obtiene los campeonatos del TC de 1940 y 41, siendo el primero en obtener estos galardones para la marca Chevrolet. A este auto lo compra con los fondos que le da una rifa, siendo el mismo auto el premio, a su regreso de la competencia Buenos Aires - Lima / Lima - Buenos Aires. Casualmente, fue la primera carrera que gana Juan Manuel Fangio en toda su campaña como automovilista.
- El Chevrolet Master cupé 39 color rojo. Con este auto sufrió el accidente en el Gran Premio de la América del Sur, en el cual fallece su acompañante Daniel Urrutia.
- El monoplaza La Negrita. Una bacquet ideada por Fangio y su hermano Rubén (Toto), en la cual combinaron el chasis de un Ford T, con un motor Chevrolet de 6 cilindros en línea. Fue equipado también con otros elementos, como refuerzos para mayor rigidez del chasis o un doble radiador para una refrigeración más eficaz.

#### "Etapa sport de Juan Manuel Fangio"

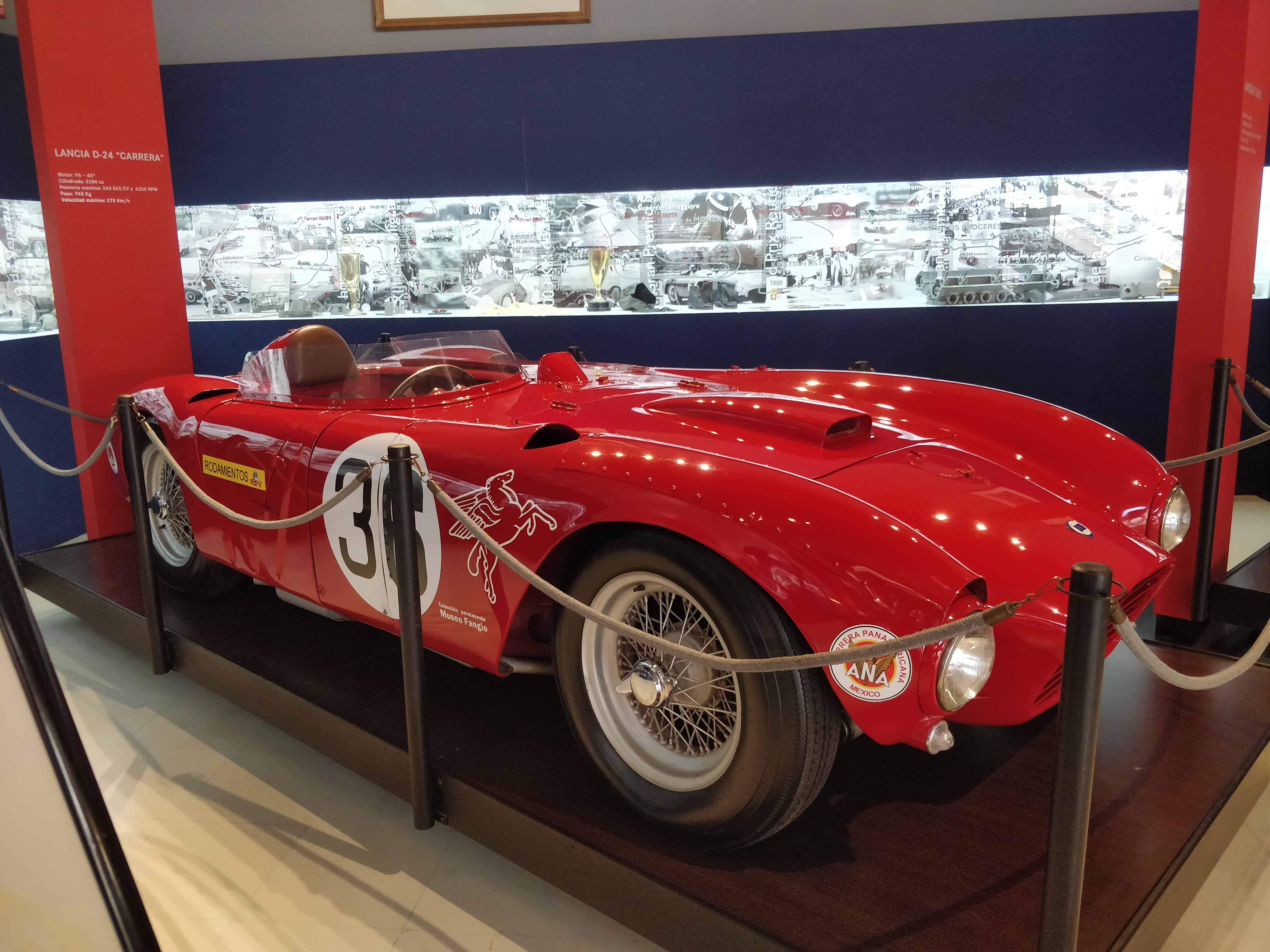
Lancia D-24.

- Lancia D-24.Un Lancia D24/25 Sport con la que gana la Carrera Panamericana en 1953
- Un Simca-Gordini 20S, participa junto a José Froilán González en las 24 Horas de Le Mans en 1951
- Un Talbot-Lago 4500 GC en el que participa junto a Louis Rosier en las 24 Horas de Le Mans de 1950
- Una Maserati 300S de 1957.
- Una Maserati 450S de 1958 con la que realiza la pole positions en 1958 en el GP de Cuba pero que no puede participar el día domingo por ser secuestrado por el movimiento 18 de Octubre.
- Alfa Romeo 308 de 1938 ex Oscar Gálvez con el que ganara por primera vez a los ases europeos del momento.

### Bandeja 4
Denominada "La epopeya sudamericana". Incluye un diorama que rememora un pasaje del Gran Premio de la América del Sur, conocido como La Buenos Aires-Caracas.
- Chevrolet Master modelo 1939 TC - Utilizado por el corredor Domingo Marimón, ganador general del Gran Premio de la América del Sur.
- Chevrolet Master 1940 TC, utilizado por el piloto Eusebio Marcilla durante gran parte de su carrera deportiva. Durante los eventos del Gran Premio de la América del Sur, fue recordado por su gesto de resignar sus chances en la competencia, por auxiliar y rescatar a Fangio y Urrutia del accidente sufrido en Perú. Por tan valerosa acción, pasó a ser recordado como "El Caballero del Camino." Su participación en esta competencia finalmente fue coronada con la segunda posición general, por detrás de Marimón.

### Bandeja 5
Denominada "Amigo, ídolo y maestro de todos"
- Un Torino 380 W
- Un Brabham BT15 de Juan Manuel Bordeu
- Un Brabham BT36 con el que debuta Carlos Reutemann a nivel internacional.
- Un Renault RE30B de Alain Prost.
- Un McLaren MP4/3B, con el cual la escudería británica probó los motores Honda y elementos de suspensión para ser aplicados en el futuro MP4/4 de 1988.

### Bandeja 6
Denominada "Nuevos campeones"
- Prototipo Fast-Chevrolet, también llamado "Trueno Naranja". Prototipo diseñado por Pedro Campo y con el que Carlos Pairetti obtuvo el campeonato de Turismo Carretera en 1968. La unidad exhibida es una réplica de este automóvil, construida en 2009 por alumnos de la Facultad de Balcarce de la Universidad Tecnológica Nacional, sobre planos cedidos por el propio Campo. El original es propiedad del expiloto Eduardo Bouvier.
- Un Ford Falcon de Turismo Carretera. La exhibida es una réplica del automóvil usado por Oscar Aventín para lograr el bicampeonato de 1991 y 1992. El original se encuentra en el museo de la Asociación Corredores de Turismo Carretera.
- Chevrolet Chevy de Turismo Carretera. La exhibida es una réplica del automóvil con el que corrió sus últimas carreras Roberto Mouras en 1992. El original se encuentra restaurado en el Museo de Roberto Mouras, en Carlos Casares.

### Bandeja 7
Denominada "Con velocidad máxima a la cumbre mundial"
- Un Volpi - Chevrolet "La Petiza", primer monoplaza de competición pura sangre que tiene Juan Manuel Fangio con el que logra varias competencias en Mecánica Nacional
- Un Simca-Gordini 1430 monoplaza con el que participa por primera vez en Europa en el circuito de Reims en 1948, 10 años después en el mismo circuito se retiraría del automovilismo
- Un Ferrari 166 S (réplica) del equipo Achille Varzi con la que triunfa en Monza en 1949 y la compitiese hasta 1952.
- Un Ferrari D50 (réplica) con la que logra el campeonato de F1 de 1956
- Un Maserati 250F con la que logra el campeonato de F1 de 1957

### Bandeja 8
Dividida en dos sectores denominados: "La legendaria Flecha de Plata" y "La Oficina de Fangio en Buenos Aires" en donde se puede observar un Mercedes-Benz W196R, carenado, ubicado en el primer sector y el segundo sector recrea la oficina del automovilista.

## Multiespacio Fangio
Denominado multiespacio porque además de piezas en exposición hay espacios de esparcimiento para el visitante. Consta de una planta baja y cuatro niveles, destacándose en planta baja la réplica de 

### Nivel 1
Denominado "Desde el 28"
- un Ford T utilizado por F. Nardi
- otro Ford T utilizado por Naranjo
- un Chevrolet modelo 1928 - utilizado por Ayerza y por Fangio
- un F1 mecánica nacional Plymouth utilizado por Sticone
- un Baquet Chevrolet modelo 1928 utilizado por los hermanos Fernández
- un Plymouth de 1934 utilizado por Arturo Kruuse
- un Ford V8 TC “El Tractor” utilizado por Eduardo Casa
- un Chevrolet "La coloradita" utilizado por Juan Manuel Bordeu
- un Chevrolet TC utilizado por Everto Rodríguez
- un Chevrolet Cupé TC 1939 - Domingo Marimón
- un Cupé Ford V8 Baufer - Carlos Menditeguy
- un Chevrolet Nova “Chevitu” - Jorge Cupeiro
- un Moto Kreidler modelo Vaifro Meo

### Nivel 2
- un Alfa Romeo Alfasud modelo 1976 utilizado por Ernesto Bessone
- un Peugeot 405 Mi16 utilizado por Carlos Menem (h).
- un Peugeot 504 TC 2000 utilizado por Osvaldo "Cocho" López
- un Berta VW utilizado también por Osvaldo "Cocho" López
- un Cafetera "La Laucha" utilizado por Oscar Castellano
- un Ford Escort de TC 2000 - Berta Sports
- un Dodge GTX TC - Octavio Suárez
- un Torino 380 W la
- un Liebre III-Torino utilizado por Gastón Perkins
- un Crespi Fiat utilizado por Eduardo Crovetto
- un Saab 96 GL utilizado por Rafael y Astrid Hühta
- un VW 1500 de TC 2000 utilizado por Guillermo Maldonado

### Nivel 3
- un Citroën 11 Ligero
- un Fiat 520 Six 1928
- un Ford 1940 Sedan 4 Puertas perteneciente a la Flia Bordeu
- un Plymouth 1928 - Fons / Fangio
- un Chevrolet Six 1928
- un Vespa 400
- un Dodge Rampage
- Garelli perteneciente a Vaifro Meo
- un MG modelo 1947
- un Packard Clipper Deluxe Ocho modelo 1946

### Nivel 4
Es un bar temático